# (321) Florentina
(321) Florentina est un astéroïde de la ceinture principale découvert par Johann Palisa le 15 octobre 1891 à Vienne.